# Nogent-sur-Eure

Nogent-sur-Eure este o comună în departamentul Eure-et-Loir, Franța. În 2009 avea o populație de 497 de locuitori.